# Anne Benett-Sturies
Anne Benett-Sturies (* 6. Juli 1960) ist eine deutsche Forstwirtin und politische Beamtin. Seit Juni 2022 fungiert sie als Staatssekretärin im Ministerium für Landwirtschaft, ländliche Räume, Europa und Verbraucherschutz des Landes Schleswig-Holstein.

## Leben
Benett-Sturies, die ein Studium der Forstwirtschaft absolvierte, war über viele Jahre für Schleswig-Holsteinische Landesforsten tätig, unter anderem verantwortete sie als Abteilungsleiterin den Aufbau und die Verwaltung des Erlebniswaldes Trappenkamp. Im Januar 2011 übernahm sie die Leitung des neu gegründeten schleswig-holsteinischen Bildungszentrums für Natur, Umwelt und ländliche Räume in Flintbek. und war als Leiterin der Abteilung Ländliche Entwicklung im Landesamt für Landwirtschaft, Umwelt und ländliche Räume tätig. Im Zuge der Bildung des Kabinetts Günther II am 29. Juni 2022 wurde sie zur Staatssekretärin des neu geschaffenen und von Werner Schwarz geleiteten Ministeriums für Landwirtschaft, ländliche Räume, Europa und Verbraucherschutz des Landes Schleswig-Holstein berufen.
Anne Benett-Sturies ist verheiratet und Mutter von zwei Kindern.